# Classe C (destroyer, 1943)
Pour les autres classes de navires du même nom, voir Classe C (destroyer).
La classe C est une classe de 32 destroyers de la Royal Navy lancés entre 1943 à 1945. La classe est construite en quatre flottilles de 8 navires, les groupes "Ca", "Ch", "Co" et "Cr" ou sous-classes, classés respectivement 11e, 12e, 13e et 14e flottilles d'urgence. Une cinquième flottille, la "Ce" ou 15e flottille d'urgence, était prévue mais fut par la suite annulée en faveur des destroyers de classe Weapon (en). Les pennant numbers furent tous modifiés après la Seconde Guerre mondiale, passant de "R" à "D", impliquant une renumérotation pour éviter les duplications.

## Conception
Construits dans le cadre du Programme d'Urgence de Guerre (en), la classe C est basé sur la coque et les machines de la classe J d'avant-guerre, incorporant toutes les avancées en matière d'armement et de radar naval étant disponibles à l'époque. Une partie de la classe fut achevée à temps pour servir en temps de guerre. Tous les navires furent équipé du système de conduite de tir de lutte antiaérienne (HACS) Fuze Keeping Clock (en).
La flottille "Ca" est légèrement identique à la classe Z précédente, comprenant un armement principal de quatre canons Mk IV QF de 4,5 po (114 mm) sur des montures Mk V, pouvant s'élever jusqu'à 55 degrés. L'armement antiaérien rapproché se compose généralement de deux canons Bofors de 40 mm dans un bâti Hazemayer stabilisé par deux jumelles, complétés par quatre canons antiaériens "pom-pom" de 2 livres sur des supports à commande électrique. Le Caprice est équipé d'un "pom-pom" quadruple de 2 livres dans un bâti Hazemayer Bofors, tandis que le Cassandra dispose de huit canons de 20 millimètres Oerlikon au lieu des "pom-pom" simples. Huit tubes lance-torpilles de 21 pouces (533 mm) en deux montures quadruples équipent les destroyers, tout en transportant 70 charges de profondeur.
Les flottilles "Ch", "Co" et "Cr" sont équipées du nouveau directeur Mk VI HA / LA à la place du directeur Mk I Type K des classes Z et "Ca", tandis que les équipements de gunitage à commande à distance (RPC) sont équipés. Face au poids supplémentaire du nouvel équipement de lutte contre l'incendie et des supports motorisés pour les canons de 4,5 pouces, les navires sont équipés d'un seul support de torpille quadruple tout en transportant plus que 35 charges de profondeur. La plupart des navires sont équipés d'une seule monture Hazemayer Bofors, bien que certains des navires plus récents aient à la place la monture Bofors double Mk V plus légère et plus simple. Ceci est complété par deux montures "pom-pom" simples et deux canons Oerlikon de 20 millimètres.
La flottille "Ca" est reconstruite à la fin des années 1950 et au début des années 1960 afin d'être modernisée pour la guerre anti-sous-marine et de servir d'escorte rapide de la flotte. Une rangée de tubes lance-torpilles et un canon de 4,5 po sont retirées, permettant l'installation de deux mortiers anti-sous-marins à trois canons Squid, tandis que le directeur Mk I Type K obsolète est remplacé par un directeur moderne Mk 6M comme équipé sur les frégates de la marine. Les canons de 4,5 pouces restants sont équipés de RPC. L'armement antiaérien comprend une monture double Mk V et deux montures Bofors de 40 mm. Les navires sont également équipés de nouveaux ponts; le pont post-radier différait entre les quatre premières conversions (Cavendish, Carron, Cavalier et Carysfort), avec des ponts ouverts et les quatre derniers (Caprice, Cassandra, Caesar et Cambrian) recevant des ponts fermés de type frégate.
Les vaisseaux restants "Ch", "Co" et "Cr" reçurent une modernisation moins importante, comprenant un canon de 4,5 pouces remplacé par des canons doubles Squids, un système anti-incendie modifié et un armement anti-aérien de 1 canon double et 4 canons simples Bofors.

### Ingénierie
La classe est équipée de deux chaudières Admiralty à trois tambours d'une pression de 300 livres à 630 °F (332 °C). Tous sont équipés de turbines Parsons à réduction unique, générant 40 000 chevaux-vapeur (30 000 kW) à 350 tr/min et entraînant deux arbres, produisant une vitesse maximum de 36 nœuds (67 km/h) et de 32 nœuds (59 km/h) en pleine charge. Leurs soutes peuvent contenir 615 tonnes de carburant, leur donnant un rayon de 4 675 milles marins (8 658 km) à 20 nœuds (37 km/h) et 1 400 milles marins (2 600 km) à 32 nœuds (59 km/h).

## Unités de la classe
* = leaders de flottille

### "Ca" (ou11eflottille d'urgence)
Cette flottille fut établie en vertu du programme de 1941, formant la 6e flottille de destroyers de la Home Fleet. À la fin de la guerre en Europe, la flottille fut transférée dans l'Eastern Fleet où ils arrivèrent entre août et novembre 1945, trop tard pour pouvoir servir contre le Japon. Ils restèrent dans l'océan Indien jusqu'en mai 1946, date à laquelle ils rentrèrent chez eux où ils furent mis en réserve opérationnelle.
| Nom                       | Pennant number | Constructeur          | Pose de la quille | Lancement         | Commission                     | Fait |
| ------------------------- | -------------- | --------------------- | ----------------- | ----------------- | ------------------------------ | --- |
| Caprice (ex-Swallow)      | R01 puis D01   | Yarrow, Scotstoun     | 28 septembre 1942 | 16 septembre 1943 | 5 avril 1944                   | Modernisé par Yarrow en 1959. Retiré du service en mars 1973. Démoli à Queenborough en 1979.                                                                                     |
| Cassandra (ex-Tourmaline) | R62 puis D10   | Yarrow, Scotstoun     | 3 janvier 1943    | 29 novembre 1943  | 28 juillet 1944                | Modernisé par Yarrow en 1960. Retiré du service en janvier 1966. Démoli à Inverkeithing en 1967.                                                                                 |
| Caesar* (ex-Ranger)       | R07 puis D07   | John Brown, Clydebank | 3 avril 1943      | 14 février 1944   | 5 octobre 1944                 | Modernisé à Rosyth entre 1957 et 1960. Retiré du service en juin 1965. Démoli à Blyth en 1967.                                                                                   |
| Cavendish* (ex-Sibyl)     | R15 puis D15   | John Brown, Clydebank | 19 mai 1943       | 12 avril 1944     | 13 décembre 1944               | Modernisé en 1956. Désarmé en 1964. Démoli à Blyth en 1967. |
| Cambrian (ex-Spitfire)    | R85 puis D85   | Scotts, Greenock      | 14 août 1942      | 10 décembre 1943  | 14 juillet 1944 par John Brown | Modernisé en 1963. Retiré du service en décembre 1968. Démoli à Briton Ferry en 1971.                                                                                            |
| Carron (ex-Strenuous)     | R30 puis D30   | Scotts, Greenock      | 26 novembre 1942  | 28 mars 1944      | 6 novembre 1944                | Modernisé en août 1955 en tant que navire de formation. Retiré du service en mars 1963. Démoli à Inverkeithing en 1967.                                                          |
| Cavalier (ex-Pellew)      | R73 puis D73   | White, Cowes          | 28 février 1943   | 7 avril 1944      | 22 novembre 1944               | Modernisé en 1957. Retiré du service en juillet 1972. Vendu en octobre 1977 pour être transformé en navire musée, conservé au Chatham Historic Dockyard (en) (Kent) depuis 1999. |
| Carysfort (ex-Pique)      | R25 puis D25   | White, Cowes          | 12 mai 1943       | 25 juillet 1944   | 20 février 1945                | Modernisé en 1956. Retiré du service en février 1969. Démoli à Newport en 1970.                                                                                                  |

### "Ch" (ou12eflottille d'urgence)
Six destroyers, les premiers des 26 destroyers 'Intermédiaires' à avoir été autorisés dans le cadre du Programme de 1942.
| Nom        | Pennant number | Constructeur             | Pose de la quille | Lancement        | Commission        | Fait |
| ---------- | -------------- | ------------------------ | ----------------- | ---------------- | ----------------- | --- |
| Chaplet    | R52            | Thornycroft, Woolston    | 29 avril 1943     | 18 juillet 1944  | 24 août 1945      | Retiré du service en 1961. Vendu pour démolition en 1965. |
| Charity    | R29            | Thornycroft, Woolston    | 9 juillet 1943    | 30 novembre 1944 | 19 novembre 1945  | Transféré à la Marine pakistanaise sous le nom de Shah Jehan le 16 décembre 1958, endommagé par un missile P-15 Termit de la Marine indienne au large de Karachi le 4 décembre 1971 et démoli |
| Chequers*  | R61            | Scotts, Greenock         | 4 mai 1943        | 30 octobre 1944  | 28 septembre 1945 | Retiré du service en 1964. Démoli en 1966. |
| Chieftain  | R36            | Scotts, Greenock         | 27 juin 1943      | 26 février 1945  | 7 mars 1946       | Démoli en 1961. |
| Chevron    | R51            | Alex. Stephen, Linthouse | 18 mars 1943      | 23 février 1944  | 23 août 1945      | Navire d'hébergement à Rosyth, démoli en 1969. |
| Cheviot    | R90            | Alex. Stephen, Linthouse | 27 avril 1943     | 2 mai 1944       | 11 décembre 1945  | Navire d'entraînement portuaire à Rosyth en 1960. Vendu pour démolition en 1962. |
| Childers*  | R91            | Denny, Dumbarton         | 27 novembre 1943  | 27 février 1945  | 19 décembre 1945  | Retiré du service en 1958. Vendu pour démolition en 1963. |
| Chivalrous | R21            | Denny, Dumbarton         | 27 novembre 1943  | 22 juin 1945     | 13 mai 1946       | Transféré à la Marine pakistanaise sous le nom de Taimur le 29 juin 1954. Démoli en 1961. |

### "Co" (ou13eflottille d'urgence)
Les quatre premiers furent commandés en août 1942 et les quatre restants le 12 septembre.
| Nom                | Pennant number | Constructeur               | Pose de la quille | Lancement        | Commission        | Fait                                                                     |
| ------------------ | -------------- | -------------------------- | ----------------- | ---------------- | ----------------- | ------------------------------------------------------------------------ |
| Comus              | R43            | Thornycroft                | 21 août 1943      | 14 mars 1945     | 8 juillet 1946    | Vendu pour démolition en 1958.                                           |
| Concord (ex-Corso) | R63            | Thornycroft                | 18 novembre 1943  | 14 mai 1945      | 20 décembre 1946  | Navire d'entraînement portuaire à Rosyth. Vendu pour démolition en 1962. |
| Contest            | R12 (puis D48) | White                      | 1er novembre 1943 | 16 décembre 1944 | 9 novembre 1945   | Vendu pour démolition en 1960.                                           |
| Consort            | R76            | Stephen                    | 26 mai 1943       | 19 octobre 1944  | 19 mars 1946      | Vendu pour démolition en 1961.                                           |
| Cockade            | R34            | Yarrow                     | 11 mars 1943      | 7 mars 1944      | 29 septembre 1945 | Retiré du service en 1958. Vendu pour démolition en 1964.                |
| Comet              | R26            | Yarrow                     | 14 juin 1943      | 22 juin 1944     | 6 juin 1945       | Retiré du service en 1958. Vendu pour démolition en 1962.                |
| Constance*         | R71            | Vickers Armstrongs, Walker | 18 mars 1943      | 22 août 1944     | 31 décembre 1945  | Vendu pour démolition en 1956.                                           |
| Cossack*           | R57            | Vickers Armstrongs, Walker | 18 mars 1943      | 10 mai 1944      | 4 septembre 1945  | Vendu pour démolition en 1961.                                           |

### "Cr" (ou14eflottille d'urgence)
Les huit destroyers furent commandés le 12 septembre 1942.
| Nom                   | Pennant number | Constructeur | Pose de la quille | Lancement        | Commission        | Fait |
| --------------------- | -------------- | ------------ | ----------------- | ---------------- | ----------------- | --- |
| Crescent*             | R16            | John Brown   | 16 août 1943      | 20 juillet 1944  | 21 août 1945      | Transféré à la Marine royale canadienne en 1945. Modernisé en tant que destroyer d'escorte anti-sous-marin de 1952 à 1956. Démoli en 1971. |
| Crusader*             | R20            | John Brown   | 15 novembre 1943  | 5 octobre 1944   | 26 novembre 1945  | Transféré à la Marine royale canadienne en 1945. Démoli en 1964.                                                                           |
| Croziers              | R20            | Yarrow       | 26 octobre 1943   | 19 août 1944     | 30 novembre 1945  | Transféré à la Marine royale norvégienne sous le nom de Trondheim en 1945. Vendu pour démolition en 1961.                                  |
| Crystal               | R38            | Yarrow       | 13 janvier 1944   | 12 février 1945  | 6 février 1946    | Transféré à la Marine royale norvégienne sous le nom de Stavanger en 1945. Démoli en 1967.                                                 |
| Crispin (ex-Craccher) | R68            | White        | 1er février 1944  | 23 juin 1945     | 10 juillet 1946   | Transféré à la Marine pakistanaise sous le nom de Jahangir le 18 mars 1958. Démoli en 1982.                                                |
| Creole                | R82            | White        | 3 août 1944       | 22 novembre 1945 | 14 octobre 1946   | Transféré à la Marine pakistanaise sous le nom de Alamgir le 20 juin 1958. Démoli en 1982.                                                 |
| Cromwell (ex-Cretan)  | R35            | Scott's      | 24 novembre 1943  | 6 août 1945      | 16 septembre 1946 | Transféré à la Marine royale norvégienne sous le nom de Bergen en 1946. Démoli en 1967.                                                    |
| Crown                 | R46            | Scott's      | 16 janvier 1944   | 19 décembre 1945 | 17 avril 1947     | Transféré à la Marine royale norvégienne sous le nom de Oslo en 1945. Démoli en 1968.                                                      |

### "Ce" (ou15eflottille d'urgence)
Deux navires de cette flottille putative, les derniers des 26 destroyers de type «Intermédiaire» autorisés dans le cadre du Programme de 1942, furent commandés le 3 février 1942. Ces deux navires devaient être nommés Centaur et Celt. Cependant, avec la décision d'introduire un nouveau design de destroyer intermédiaire (qui deviendra la classe Weapon (en)), les navires furent modifiés et renommés Tomahawk et Sword. Le Tomahawk fut par la suite renommé Scorpion, tandis que le Sword fut annulé le 15 octobre 1945.